# Glaucina microgonia
Glaucina microgonia là một loài bướm đêm trong họ Geometridae.